# GamePro
Die GamePro (auch GP) war eine monatlich erscheinende, deutschsprachige Videospiele-Zeitschrift des französischen Verlags Webedia, die seit Februar 2024 als reines Onlineangebot weiterbesteht.
Sie ist eine auf Spielkonsolen spezialisierte Publikation und das Schwestermagazin der PC-Spielezeitschrift GameStar, aus deren Redaktion sie hervorging. Das ursprünglich vom Verlag IDG herausgegebene Magazin trug den gleichen Namen wie eine ebenfalls von IDG in den USA zwischen 1989 und 2011 verlegte Spielezeitschrift, die jedoch redaktionell eigenständig war und zusätzlich auch PC-Spiele abdeckte.
Gamepro erschien monatlich, normalerweise am ersten Mittwoch des Monats und hatte pro Ausgabe etwa 110 Seiten, abhängig vor allem von der Anzahl erschienener Spiele. Der Sitz der Redaktion war in Berlin und München.

## Geschichte

Logo der ursprünglichen Gamepro des MVL Verlages von 1994/1995

Das erste deutschsprachige Magazin mit dem Namen Gamepro erschien am 1. September 1994. Das in Lizenz beim MVL Verlag als Gamepro (bzw. GAMEPRO auf dem Cover geschrieben) erschienene Magazin war als Multiplattform-Ergänzung zu den Schwesterformaten Gamers und Total! gedacht, die jeweils nur über Sega bzw. Nintendo berichteten. Gamepro behandelte neben Konsolenspielen auch im geringen Umfang Spiele für PCs. Die Redaktion bestand aus in der Branche teilweise bereits sehr bekannten Journalisten wie Julian Eggebrecht, Hans-Joachim Amann, Klaus-Dieter Hartwig und dem ehemaligen Sega-Europameister Reza Abdolali. Die Zeitschrift wurde allerdings nach nur 14 Ausgaben mit der Ausgabe 11/1995 eingestellt, als der Verlag Konkurs anmeldete.
Die zweite deutsche Variante der Gamepro, diesmal im Eigenverlag durch IDG Entertainment produziert, startete als ein Sonderheft des Schwestermagazins GameStar. Die Erstausgabe 10/2002 als eigenständige Zeitschrift erschien nach nur zehnwöchiger Entwicklungszeit am 1. September 2002 mit Gunnar Lott als Chefredakteur. Seit dieser Ausgabe war dem Heft eine DVD beigelegt.
In den Ausgaben 01/2007 und 06/2010 wurde das Heft überarbeitet, beispielsweise wurden das Layout und das Wertungssystem geändert. Bis 2016 war es üblich, dass Inhalte von Gamepro.de auch auf der PC-Schwesterseite GameStar.de und andersherum erschienen. Nach der Zusammenführung von Gamepro.de mit Gamespilot.de, emanzipierten sich die beiden Websites voneinander und legen seither den Fokus auf eigenständige Inhalte. Dies geschah unter der Leitung von Rae Grimm, die zuerst als Head of GamePro.de als Redaktionsleiterin und seit Juli 2020 als Chefredakteurin von Gamepro fungiert.
Die Ausgabe 12/2011 war eine Sonderausgabe mit einem komplett goldenen Cover zur Titelstory und zum Test von Skyward Sword. Der Schriftzug „GamePro“ war dabei ebenfalls golden auf dem (üblichen) blauen Hintergrund. Dies war die erste und einzige Änderung des Covers während der Publikationsgeschichte des Magazins.

Logo bis 2015

Am 29. April 2015 wurde die IDG Entertainment Media GmbH von ihrer Muttergesellschaft IDG an das französische Unternehmen Webedia verkauft. Grund war eine komplette Neuausrichtung seitens IDG, die sich auf den IT-Bereich spezialisieren wollte und somit ihre Gamingsparte weltweit verkaufte.
Am 8. Dezember 2023 erschien die letzte Ausgabe der Zeitschrift, die Online-Ausgabe wird jedoch weitergeführt.

## Inhalte
Regelmäßige Inhalte sind:
- News (Neuigkeiten aus der Videospielszene)
- Titelstory (dem Titelspiel der Ausgabe war besondere Aufmerksamkeit gespendet in Form eines längeren Artikels und weiteren Zusatzbeiträgen)
- Vorschau (Berichte über gespielte Spiele, die sich noch in Entwicklung befanden)
- Tests (Berichte über Spiele, die veröffentlicht wurden oder sind)
- Magazin (Retro Hall of Fame Spiele, Leserbriefe und anderes)
- Technik und Zubehör (Hardware wie Gamepads wurde getestet)
- Service (Spiele-Charts, Spieleempfehlungen für alle aktuellen Konsolen, Erscheinungstermine der Spiele und anderes)

## Ausgabearten

### Formate
- Gamepro DVD (ohne Altersbeschränkung)
  - Auf der DVD befanden sich ein Newsvideo mit Neuigkeiten aus der Videospielszene sowie Testvideos und Vorschauberichte zu ausgewählten im Heft vorgestellten Spielen. Daneben waren Trailer und Sonderbeiträge enthalten. Seit der Ausgabe 06/2008 lag dem Heft eine doppelseitige DVD bei, auf deren einer Seite sich alle Videos in Standard PAL-Auflösung und auf der anderen Seite sich einige dieser Videos in höherer Auflösung befanden.
- Gamepro DVD ab 18 (DVD enthielt auch Trailer und Videos oder ungeschnittene Videoversionen mit einer Altersbeschränkung „Ab 18 Jahren“; nur im Abonnement, beziehungsweise in Österreich und der Schweiz am Kiosk erhältlich)
- Gamepro ohne DVD (ohne Altersbeschränkung, in roter statt blauer Hülle)

## Wertungssystem
Von Beginn an wertete die Gamepro mit dem in Deutschland bei Video- und Computerspielzeitschriften etablierten Prozentsystem.
Für die Spieletests wurde seit Beginn ein einfaches Bewertungssystem verwendet. Für die Bereiche
- Grafik
- Sound
- Bedienung
- Multiplayer
- Atmosphäre

wurde jeweils eine Wertung in Form von 0 bis 100 Punkten vergeben. Eine Gesamtwertung, in der Gamepro als Spielspaß benannt, wurde unabhängig von den Einzelwertungen vergeben.
Mit Ausgabe 01/2007 wurde ein neues Wertungssystem eingeführt.
Für die Bereiche
- Grafik
- Sound
- Gamedesign
- Bedienung
- Story/Spielwelt
- Umfang

wurde ab dann eine Wertung von 0 bis 10 Punkten vergeben. Vier Redakteure bewerteten das Spiel ebenfalls mit 0 bis 10 Punkten. Aus allen Einzelwertungen errechnete sich die Gesamtwertung, die in Prozent angegeben wurde. Die Multiplayerbewertung hingegen wurde aus dem Gesamtbewertungskasten entfernt und in einen eigenen Wertungskasten ausgelagert, der nicht in die Gesamtwertung mit einfloss.
Mit der Ausgabe 06/2010 wurde erneut ein anderes Wertungssystem eingeführt. Man kehrte von der Gesamtbewertung wieder zu der ursprünglichen Wertungsmethode zurück, in welcher Redakteure die Gesamtpunktzahl vergaben. Für Grafik, Sound und Multiplayer wurde zwar weiterhin eine Wertung zwischen 0 und 10 Punkten vergeben (alle anderen Bereiche wurden weggelassen), aber diese waren fortan für die Gesamtwertung irrelevant.
Mitte 2015 übernahm das Schwesterprojekt GameStar ebenfalls die Bewertungsmethode von GamePro, welche sich besser dabei bewährt hatte Titel zu bewerten, die kaum Spielmechaniken, keine Handlung oder eine bewusst sehr simple KI besaßen, was dem Spielgenuss jedoch keinen Abbruch tat.

### Awards
Awards wurden seit Beginn verliehen, wenn Spiele eine bestimmte Gesamtwertung erreichen. Ab 85 Prozent erhält ein Spiel den Gamepro Award in Gold, ab 90 Punkten in Platin. Selbiges galt für getestete Hardware bzw. Zubehör.

### Höchstwertungen
Die höchste Wertung in der 23-jährigen Geschichte des Heftes erreichten die Spiele Grand Theft Auto V (2013) für Xbox 360, Xbox One, PlayStation 4 und PlayStation 3 sowie The Last of Us: Part 2 für die PS4 Pro mit jeweils 97 %. Red Dead Redemption 2 für PS4 und Xbox One erhielt eine Wertung von 96 Prozent.
Weiters erhielten die Titel The Legend of Zelda: Twilight Princess für GameCube (2006) und Wii (2007), God of War II für PlayStation 2 (2007) sowie Grand Theft Auto IV (2008), Red Dead Redemption (2010), Batman: Arkham City (2011) für Xbox 360 und PlayStation 3 und Super Mario Odyssey (2017) je 95 Prozent. Dahinter folgt die GameCube-Fassung von Resident Evil 4 (2005), Super Mario Galaxy (2007) und Super Mario Galaxy 2 (2010) für Wii, The Legend of Zelda: Breath of the Wild (2017) für Nintendo Switch sowie Uncharted 3 (2011) und Killzone 3 für PlayStation 3 mit je 94 Prozent.
Jedes Jahr wurde darüber hinaus von den Lesern der Gamepro über das beste Spiel des vergangenen Jahres abgestimmt. Die Spiele wurden dann mit der höchsten Auszeichnung „(Konsolen-)Spiel des Jahres“ ausgezeichnet. Neben der höchsten Auszeichnung existierten noch weitere Auszeichnungen, die sich aber jährlich leicht änderten. Seit 2007 heißen die Auszeichnungen GameStars. Im Jahr 2011 fand gemeinsam mit dem Schwestermagazin GameStar erstmals eine geschlossene Veranstaltung zur Verleihung der Spiele des Jahres 2010 statt.
| Jahr | Titel                                  | Erschienen für                 |
| ---- | -------------------------------------- | ------------------------------ |
| 2003 | Star Wars: Knights of the Old Republic | Xbox                           |
| 2004 | Grand Theft Auto: San Andreas          | Xbox, PlayStation 2            |
| 2005 | Resident Evil 4                        | GameCube, PlayStation 2        |
| 2006 | The Legend of Zelda: Twilight Princess | GameCube, Wii                  |
| 2007 | Super Mario Galaxy                     | Wii                            |
| 2008 | Grand Theft Auto IV                    | Xbox 360, PlayStation 3        |
| 2009 | Assassin’s Creed II                    | Xbox 360, PlayStation 3        |
| 2010 | Red Dead Redemption                    | Xbox 360, PlayStation 3        |
| 2011 | The Elder Scrolls V: Skyrim            | Xbox 360, PlayStation 3        |
| 2012 | Assassin’s Creed III                   | Xbox 360, PlayStation 3, Wii U |

Seit 2013 wird der Titel „Spiel des Jahres“ getrennt für die Xbox-, PlayStation- und Nintendo-Konsolen verliehen. Dabei arbeitet GamePro mit ihrem Schwestermagazin GameStar zusammen. Ab 2020 wurde wieder nur noch ein „Spiel des Jahres“ vergeben.
| Jahr                | PC                        | PlayStation                | Xbox                     | Nintendo                     | EN     |
| ------------------- | ------------------------- | -------------------------- | ------------------------ | ---------------------------- | ------ |
| 2013                | Bioshock Infinite         | The Last of Us             | Grand Theft Auto V       | Lego City Undercover (WiiU)  | [ 14 ] |
| 2014                | Far Cry 4                 | Grand Theft Auto V         | Grand Theft Auto V       | Mario Kart 8                 | [ 15 ] |
| 2015                | The Witcher 3: Wild Hunt  | The Witcher 3: Wild Hunt   | The Witcher 3: Wild Hunt | Super Mario Maker            | [ 16 ] |
| 2016                | Battlefield 1             | Uncharted 4: A Thief’s End | Forza Horizon 3          | Pokémon Sonne und Mond (3DS) | [ 17 ] |
| 2017                | Divinity: Original Sin II | Horizon Zero Dawn          | Assassin’s Creed Origins | Zelda: Breath of the Wild    | [ 18 ] |
| 2018                | Kingdom Come: Deliverance | God of War                 | Red Dead Redemption 2    | Super Smash Bros. Ultimate   | [ 19 ] |
| 2019                | Red Dead Redemption 2     | Death Stranding            | Gears 5                  | Pokémon Schwert & Schild     | [ 20 ] |
| Preisträger ab 2020 |                           |                            |                          |                              |        |
|                     | Spiel des Jahres          | Bestes Multiplayer-Spiel   | Bestes Mobile-Spiel      | Bestes eSports-Spiel         |        |
| 2020                | The Last of Us Part II    | Among Us                   | Among Us                 | League of Legends            | [ 21 ] |
| 2021                | It Takes Two              | It Takes Two               | Genshin Impact           | League of Legends            | [ 22 ] |
| 2022                | Elden Ring                | Splatoon 3                 | Marvel Snap              | Valorant                     | [ 23 ] |
| 2023                | Baldur’s Gate 3           | Baldur’s Gate 3            | Honkai: Star Rail        | Valorant                     | [ 24 ] |
| 2024                | Astro Bot                 | Helldivers 2               | Balatro                  | League of Legends            | [ 25 ] |

## Auflagenstatistik
Im 4. Quartal 2016 nahm der Verlag die Zeitschrift aus der IVW-Zählung heraus. Damals wurde eine Auflage von etwa 12.000 pro Monat verkauft. 2018 wurden laut eigenen Angaben monatlich noch 11.000 Hefte abgesetzt. Im Jahr 2020 sowie 2021 wurden laut Verlagsangabe monatlich 15.000 Exemplare gedruckt, wovon rund 10.000 verkauft wurden. Im Jahr 2022 sowie 2023 waren es noch monatlich 14.000 gedruckte und 8.000 verkaufte Exemplare. Zum Januar 2024 wurde die Print-Zeitschrift aufgrund hoher Druckkosten eingestellt.
| Anzahl der monatlich verbreiteten Ausgaben | Anzahl der monatlich verbreiteten Ausgaben | Anzahl der monatlich verbreiteten Ausgaben | Anzahl der monatlich verbreiteten Ausgaben | Anzahl der monatlich verbreiteten Ausgaben |
| ------------------------------------------ | ------------------------------------------ | ------------------------------------------ | ------------------------------------------ | ------------------------------------------ |
| Quartal                                    |                                            |                                            | Auflage a                                  |                                            |
| IV/2003                                    | IV/2003                                    |                                            | 62.583                                     | 62.583                                     |
| IV/2004                                    | IV/2004                                    |                                            | 67.310                                     | 67.310                                     |
| IV/2005                                    | IV/2005                                    |                                            | 72.319                                     | 72.319                                     |
| IV/2006                                    | IV/2006                                    |                                            | 50.444                                     | 50.444                                     |
| IV/2007                                    | IV/2007                                    |                                            | 46.876                                     | 46.876                                     |
| IV/2008                                    | IV/2008                                    |                                            | 36.825                                     | 36.825                                     |
| IV/2009                                    | IV/2009                                    |                                            | 35.720                                     | 35.720                                     |
| IV/2010                                    | IV/2010                                    |                                            | 27.492                                     | 27.492                                     |
| IV/2011                                    | IV/2011                                    |                                            | 23.961                                     | 23.961                                     |
| IV/2012                                    | IV/2012                                    |                                            | 17.903                                     | 17.903                                     |
| IV/2013                                    | IV/2013                                    |                                            | 19.639                                     | 19.639                                     |
| IV/2014                                    | IV/2014                                    |                                            | 17.076                                     | 17.076                                     |
| III/2016                                   | III/2016                                   |                                            | 12.007                                     | 12.007                                     |
| Quelle: IVW                                |                                            |                                            |                                            |                                            |

| Anzahl der monatlich verkauften Abonnements | Anzahl der monatlich verkauften Abonnements | Anzahl der monatlich verkauften Abonnements | Anzahl der monatlich verkauften Abonnements | Anzahl der monatlich verkauften Abonnements |
| ------------------------------------------- | ------------------------------------------- | ------------------------------------------- | ------------------------------------------- | ------------------------------------------- |
| Quartal                                     |                                             |                                             | Abos a                                      |                                             |
| IV/2003                                     | IV/2003                                     |                                             | 9.037                                       | 9.037                                       |
| IV/2004                                     | IV/2004                                     |                                             | 9.802                                       | 9.802                                       |
| IV/2005                                     | IV/2005                                     |                                             | 11.185                                      | 11.185                                      |
| IV/2006                                     | IV/2006                                     |                                             | 10.692                                      | 10.692                                      |
| IV/2007                                     | IV/2007                                     |                                             | 10.521                                      | 10.521                                      |
| IV/2008                                     | IV/2008                                     |                                             | 10.147                                      | 10.147                                      |
| IV/2009                                     | IV/2009                                     |                                             | 11.365                                      | 11.365                                      |
| IV/2010                                     | IV/2010                                     |                                             | 9.780                                       | 9.780                                       |
| IV/2011                                     | IV/2011                                     |                                             | 8.495                                       | 8.495                                       |
| IV/2012                                     | IV/2012                                     |                                             | 7.500                                       | 7.500                                       |
| IV/2013                                     | IV/2013                                     |                                             | 6.592                                       | 6.592                                       |
| IV/2014                                     | IV/2014                                     |                                             | 6.903                                       | 6.903                                       |
| Quelle: IVW                                 |                                             |                                             |                                             |                                             |

## Online
Das Webportal Gamepro.de bietet Neuigkeiten aus dem Bereich Videospiele an, sowie Tests zu Spielen, die auch im Heft erscheinen. Ebenso ein Forum und die Gamepro-Beiträge auf Twitter. Außerdem ist eine Spieledatenbank inklusive aller online veröffentlichten Testartikel, Videos und Vorschauberichten enthalten. In unregelmäßigen Abständen gibt es auch andere Beiträge wie Umfragen, Interviews, Reportagen und Kolumnen.
Am 7. November 2011 wurde die Website grundlegend verändert. Das Design und der Aufbau von gamepro.de und gamestar.de wurden dabei angepasst, um eine deutlichere Verbindung der beiden zu schaffen.
Nach der Zusammenführung von Gamepro und Gamespilot.de (der Schwesterseite von Moviepilot.de mit Fokus auf Videospiele) im November 2016 gab es eine weitere Erneuerung des Designs, bei dem auch die Farbe und das Logo der Webseite verändert wurden. Hinzu kam eine neue und größere Redaktion unter der Leitung von Rae Grimm, damals noch unter Heiko Klinge als Chefredakteur. Im Juni 2020 übernahm Grimm diese Aufgabe.